# Korpiklaani
Korpiklaani é uma banda de folk metal da Finlândia, fundada pelo vocalista e guitarrista Jonne Järvelä. Seus integrantes decidiram em 2003 alterar o nome para Korpiklaani, que significa Clã da Floresta em finlandês.
Enquanto outras bandas de folk metal começaram com o metal para depois adicionar músicas folclóricas, o Korpiklaani começou com o a música folclórica para depois adicionar tendências do heavy metal.

## História
Em 1996 vieram a lançar seu primeiro  álbum de estúdio,  Hunka Lunka.
Após um tempo,  lançaram a demo Ođđa Mailbmi (Novo Mundo em lapão setentrional). O videoclipe filmado para a canção foi uma sensacional cena emocionante de um lobo saindo de sua jaula e correndo para a floresta. A canção foi incluída no álbum Idja (Noite em lapão setentrional) de 1999. Após o álbum Shamániac (2002), o grupo assumiu o nome definitivo de Korpiklaani no ano seguinte.
O tradicional vocal Yoik com linguagem lapã caiu quando o sintetizador foi trocado por instrumentos folclóricos. Jonne Järvelä valoriza o seu trabalho e sempre cita a banda Finntroll como inspiração para o folk metal.
De acordo com Jonne Järvelä, a música de Korpiklaani é "músicas de Velho com uma Guitarra Heavy Metal na Finlândia".

## Integrantes
Formação atual
- Jonne Järvelä - voz, guitarra, sanfona (1993–atualmente)
- Kalle "Cane" Savijärvi - guitarra (2003–atualmente)
- Samuli Mikkonen - bateria (2019–atualmente)
- Jarkko Aaltonen - baixo (2005–atualmente)
- Tuomas Rounakari - violino, teclado e outros instrumentos (2012–atualmente)
- Sami Perttula - acordeão (2013–atualmente)

Ex-integrantes
- Matti "Matson" Johansson - bateria (2003–2019)
- Maaren Aikio – vocal, percussão (1993–1996)
- Juke Eräkangas – bateria, teclado, backing vocals (1999)
- Ilkka Kilpeläinen – baixo, backing vocals (1999)
- Tero Piirainen – guitarra, teclado, backing vocals (1999)
- Samu Ruotsalainen – bateria (2002–2003)
- Janne G`thaur – baixo (2002)
- Hosse Latvala – bateria, percussão (2002)
- Veera Muhli – teclado (2002)
- Toni Nãykki – guitarra (2002)
- Henri "Trollhorn" Sorvali – teclado (2002)
- Jaakko "Hittavainen" Lemmetty – violino, jouhikko, bagpipes, flauta (2003–2011)
- Toni "Honka" Honkanen – guitarra (2003–2005)
- Ali Määttä – percussão (2003–2005)
- Arto Tissari – baixo (2003–2005)
- Juho Kauppinen – acordeon (2004–2013)
- Teemu Eerola – violino (2011)

## Discografia
- Hunka Lunka (1996) - sob o nome Shamaani Duo
- Idja (1999) - sob o nome Shaman
- Shamániac (2002) - sob o nome Shaman
- Spirit of the Forest (2003)
- Voice of Wilderness (2005)
- Tales Along This Road (2006)
- Tervaskanto (2007)
- Korven Kuningas (2008)
- Karkelo (2009)
- Ukon Wacka (2011)
- Manala (2012)
- Noita (2015)
- Kulkija (2018)
- Jylhä (2021)
- Rankarumpu (2024)